# Charlie Williams (humoriste)
Pour les articles homonymes, voir Charlie Williams et Williams.
Charlie Williams (23 décembre 1927 – 2 septembre 2006) est un joueur de football anglais devenu humoriste et animateur de télévision après la fin de sa carrière sportive. Il est l'un des premiers Noirs à jouer au football au niveau professionnel au Royaume-Uni après la Seconde Guerre mondiale, et l'un des premiers Noirs à se faire un nom en tant qu'humoriste dans ce pays. Son humour, qui aborde des sujets comme le racisme, repose en grande partie sur le contraste entre sa couleur de peau et son fort accent du Yorkshire.

## Biographie
Charles Adolphus Williams est né le 23 décembre 1927 à Royston, dans le Yorkshire du Sud. Il est le fils d'une Anglaise blanche et d'un Barbadien noir, également prénommé Charles, qui a participé à la Première Guerre mondiale dans les rangs des Royal Engineers et en est revenu victime du pied de tranchée. Après la mort de son père, il part vivre à Upton et commence à travailler à l'âge de quatorze ans dans les mines de charbon.
En jouant au football avec l'équipe de la mine d'Upton, Williams est repéré par le Doncaster Rovers F.C., qui l'engage en 1949. Durant les dix saisons qui suivent, il dispute 171 matches sous les couleurs des Rovers, au poste de défenseur central, principalement à partir de 1955. Il met un terme à sa carrière sportive au début des années 1960, après un passage dans les rangs du club amateur de Skegness Town.
Williams s'essaie brièvement à la chanson, mais c'est en tant qu'humoriste qu'il rencontre le succès au début des années 1970. Il passe à plusieurs reprises dans l'émission de télévision The Comedians, diffusée sur Granada Television. Son humour aborde de manière parfois équivoque la question du racisme, sujet délicat dans un Royaume-Uni confronté à la montée du Front national. Néanmoins, le contraste entre son fort accent du Yorkshire et sa couleur de peau fait mouche, et les offres s'enchaînent : il se produit sur la scène du London Palladium pendant six mois en 1972 et présente plusieurs émissions de télévision, It's Charlie Williams sur Granada et The Golden Shot sur ATV.
La carrière d'humoriste de Williams commence à décliner à la fin des années 1970. Il prend sa retraite en 1995. Il est fait membre de l'Ordre de l'Empire britannique en 1999 pour son œuvre caritative. Souffrant de démence et de la maladie de Parkinson, il meurt à l'âge de soixante-dix-neuf ans à Barnsley, dans le Yorkshire du Sud.